# Villa Independiente
Villa Independiente es un caserío peruano ubicado en el distrito de Las Lomas, perteneciente a la provincia y departamento de Piura, al norte del Perú. 

## Ubicación
Villa Independiente se ubica al norte de la provincia de Piura, en el distrito de Las Lomas, en el departamento de Piura.

## Demografía
En 2017 Villa Independiente tenía una población de 327 habitantes.